# Pilotrichella tenella
Pilotrichella tenella là một loài Rêu trong họ Meteoriaceae. Loài này được A. Jaeger miêu tả khoa học đầu tiên năm 1877.